# Torneo de Palermo 2024
El Palermo Ladies Open 2024 es un torneo profesional de tenis jugado en canchas de arcilla. Es la trigésimo segunda edición del torneo y formó parte del WTA Tour 2024. Se lleva a cabo en Palermo (Italia) entre el 15 y el 21 de julio de 2024.

## Distribución de puntos
| Modalidad           | Campeona | Finalista | Semifinales | Cuartos de final | 2.ª ronda | 1.ª ronda | Clasificadas | 2.ª ronda de clasificación | 1.ª ronda de clasificación |
| Individual femenino | 280      | 180       | 110         | 60               | 30        | 1         | 18           | 12                         | 1                          |
| Dobles femenino     | 280      | 180       | 110         | 60               | 1         | -         | -            | -                          | -                          |

## Cabezas de serie

### Individuales femenino
| Tenista            | Ranking | Preclasificada |
| Zheng Qinwen       | 8       | 1              |
| Karolína Muchová   | 34      | 2              |
| Peyton Stearns     | 52      | 3              |
| Diane Parry        | 53      | 4              |
| Arantxa Rus        | 56      | 5              |
| Anna Blinkova      | 60      | 6              |
| Jaqueline Cristian | 62      | 7              |
| Tatjana Maria      | 63      | 8              |

- Ranking del 1 de julio de 2024.[2]

### Dobles femenino
| Tenista                                | Ranking | Preclasificada |
| Alexandra Panova Yana Sizikova         | 96      | 1              |
| Tereza Mihalíková Olivia Nicholls      | 121     | 2              |
| Camilla Rosatello Kimberley Zimmermann | 166     | 3              |
| Angelica Moratelli Sabrina Santamaria  | 167     | 4              |

## Campeonas

### Individual femenino
Zheng Qinwen contra  Karolína Muchová

### Dobles femenino
Alexandra Panova /  Yana Sizikova vencieron a  Yvonne Cavallé Reimers /  Aurora Zantedeschi por 4-6, 6-3, [10-5]